# 張毅 (中華人民共和国の政治家)
張 毅（ちょう き、1950年8月 - ）は、中華人民共和国の官僚、政治家。黒竜江省北安市出身。現職は第13回全国人民代表大会常務委員会委員、全国人民代表大会財政経済委員会副主任委員。中国共産党第15期、第16期中央紀律委員会委員、第17期中央紀委委員、常務委員、副書記、中国共産党第18期中央委員会委員。第13回全国人民代表大会常務委員会委員。

## 経歴
1950年8月、黒竜江省北安市で生まれる。文化大革命初期の1969年7月より黒竜江省呼瑪県の林場で工人として労働に従事。1972年2月に中国共産党入党。1978年、中国共産主義青年団大興安嶺地区党委書記を担当し、政の道を開く。1984年1月に東北林学院（現在の東北林業大学）林業経済学科専攻を卒業後、同年、塔河県党委員会副書記、県長、塔河林業局局長に就任。1986年11月、同省大興安嶺地区に転任し、大興安嶺地区党委副書記、行署副専員、専員、書記を歴任。1992年10月、黒竜江省監察庁庁長に就任。1997年8月、省党委員会常務委員兼紀律委員会書記に就任。2001年5月、黒竜江省党委副書記に昇格。
2001年10月、党務に転じて河北省に赴任し、河北省党委員会副書記に就任した。翌年1月には同省党校校長を兼任。
2007年9月、党中央規律検査委員会に移り、秘書長に任命される。同年12月、同会副書記に昇格。
2010年7月、寧夏回族自治区党委書記に転出。翌月、同区人大常委会主任を兼務。
2013年3月、中央に移り、国務院国有資産監督管理委員会党委書記兼副主任（次官）に就任。2013年12月、同会主任に昇格。2016年12月13日、年齢の原因で、張毅は中国共産党国務院国有資産監督管理委員会党委書記を退任した。2016年12月25日、全国人民代表大会内務司法委員会副主任委員に任命。2018年3月、全国人民代表大会財政経済委員会副主任委員に任命。